# Bolsjaja Pokrovskajastraat

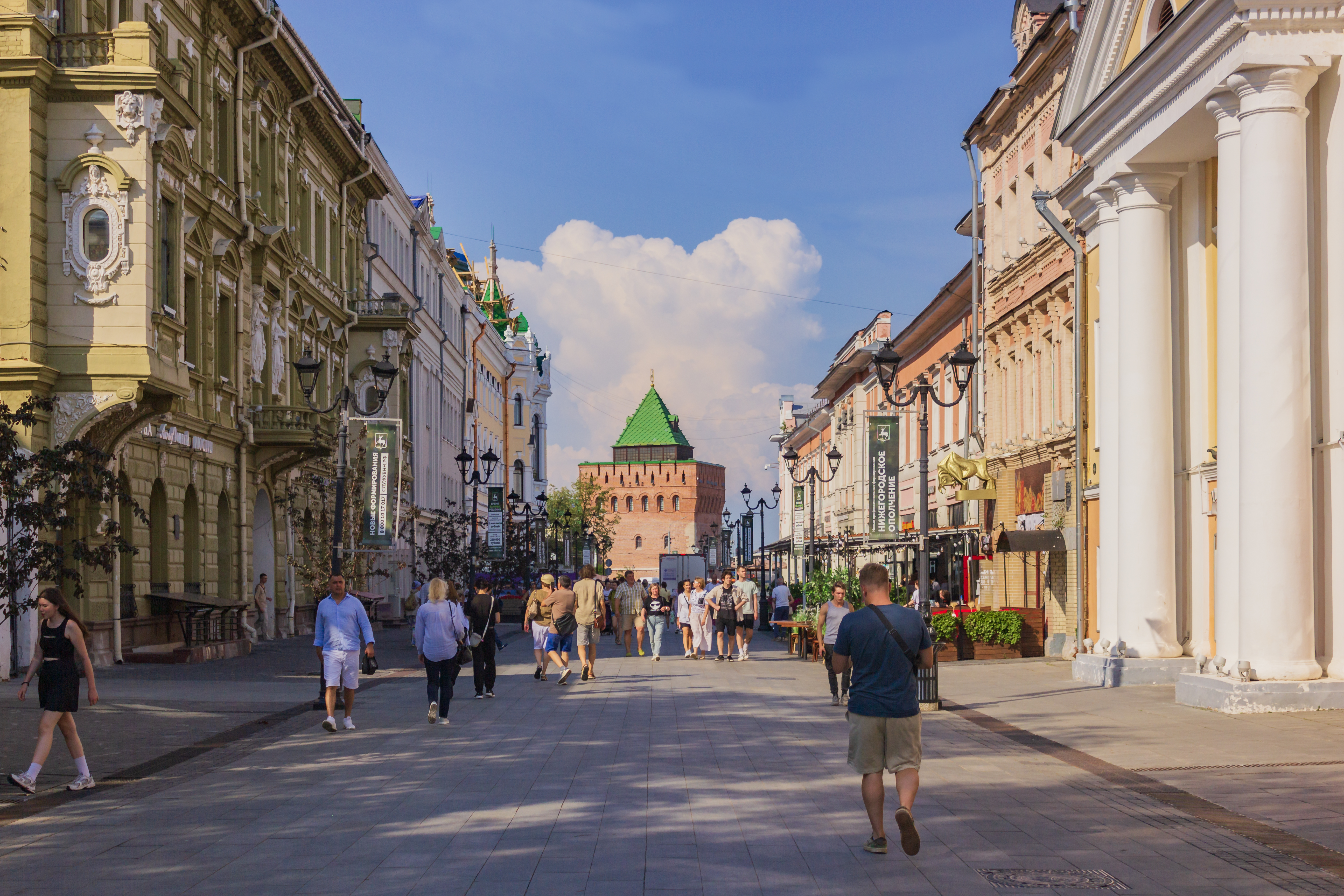
Bolsjaja Pokrovskajastraat in juli 2024

De Bolsjaja Pokrovskajastraat (Russisch: Большая Покровская улица; korte naam: Pokrovka) wordt beschouwd als de belangrijkste straat van Nizjni Novgorod. Het is ook een van de oudste straten, daterend uit het eind van de achttiende eeuw. Tot 1917 werd deze beschouwd als een straat voor edellieden. Hij wordt vergeleken met de Arbat in Moskou of 6-7 Lijnen van het eiland Vasilyevsky in St. Petersburg.